# San Ildefonso (Ilocos Sur)
San Ildefonso es un municipio de quinta categoría situado en la provincia de Ilocos Sur en Filipinas. Según el censo de 2000, cuenta con una población de 5.584 habitantes en 1.127 hogares. La localidad fue fundada en 1625.

## Barangays
San Ildefonso cuenta con 15 barangays.
- Arnap
- Bahet
- Belen
- Bungro
- Busiing Sur
- Busiing Norte
- Dongalo
- Gongogong
- Iboy
- Otol-Patac
- Población East
- Población West
- Quinamantirisan
- Sagneb
- Sagsagat